# Claus Eskildsen
Claus Hansen Eskildsen (født 12. januar 1881 i Felstedskov i Felsted Sogn, død 7. oktober 1947 på færgen M/F Nyborg på Storebælt) var en sønderjysk seminarielærer, lokalpolitiker og forfatter. Han er især kendt for sin meget populære læsebog til skolebrug Ole Bole ABC og for bogen Dansk Grænselære fra 1936, hvor han med inspiration i nazistisk Blut und Boden-tankegods argumenterede for, at det danske folkepræg i Slesvig strakte sig næsten helt til Ejderen.

## Liv og karriere
Eskildsen voksede op i et dansksindet hjem som søn af rådmand Hans Peter Eskildsen og Cecilie Maria f. Festersen. Han blev uddannet som lærer ved seminariet i Egernførde i 1901, tog siden mellemskolelærer- og rektoreksamen samt fik en gymnastiklærereksamen i Berlin i 1907-08. Han blev ansat som lærer i Sæd i Ubjerg Sogn 1902, blev i 1905 præparandlærer i Tønder og fra 1909 seminarielærer ved Tønder Seminarium. Han forlod som voksen den dansknationale side og sluttede sig til de tysksindede. Efter sin deltagelse i 1. verdenskrig som tysk soldat skiftede han atter side i forbindelse med folkeafstemningerne i 1920 og blev igen knyttet til danskheden.
Som lærer ved Tønder Seminarium udgav han efter genforeningen flere lærerbøger, blandt andre Ole Bole ABC, der udkom i mere end 300.000 eksemplarer, og som var illustreret med tegninger af Storm P.
Claus Eskildsen sad i årene fra 1909 til 1919 i Tønder Byråd og var blandt andet bestyrelsesmedlem i Historisk Samfund for Sønderjylland fra 1922 til sin død i 1947. Fra 1924 til 1947 redigerede han sammen med H. Lausten-Thomsen Sønderjysk Maanedsskrift. 1938 blev han Ridder af Dannebrog.
Han er begravet på Tønder Ny Kirkegård.

### Bøger
Claus Eskildsen blev i samtiden kendt og i eftertiden berygtet for sin bog Dansk Grænselære fra 1936. Uden selv at være nazist brugte Claus Eskildsen den samme Blut und Boden-tilgang som disse, men med modsat fortegn, idet han argumenterede for, at dansk/nordisk folkepræg og egenart dominerede Sønderjylland og Sydslesvig helt ned til Danevirke, hvorfor Sydslesvig derfor rettelig burde være en del af Danmark. Det var således samme type argumenter, men med modsat konklusion af nazisterne, der hævdede området som "tysk kulturgrund". Claus Eskildsens markante synspunkter fik både tilslutning og modstand i samtiden. Blandt kritikerne var Poul Engberg ved Askov Højskole, der i en dobbeltkronik i dagbladet Heimdal den 15. og 16. juni 1938 registrerede bogens nazistiske undertoner og diskuterede modpolerne "Blut und Boden" og folkevækkelse. Efter 2. Verdenskrig blev Eskildsens bog brugt som argument for at flytte grænsen sydpå, helst til Ejderen.
I bogen Den sønderjydske Befolknings Slægtsforbindelser fra 1942 fulgte Eskildsen op på det samme tema.

#### Dansk Grænselære
Dansk Grænselære er Claus Eskildsens lidenskabelige opgør med den samtidige tyske (nazistiske) agitation om, at Tyskland mod nord burde gå til Kongeåen, og at grænseændringen i 1920 var uretfærdig. Bogen er bygget op emnevist, idet for hvert emneområde først citeres tyske udtalelser om sagens "rette" sammenhæng, dernæst argumenteres imod disse.
Claus Eskildsen begynder med stednavnene. Han nævner, hvorledes danske stednavne (-torp, -by, -balle, -lev, -mark, -ager, -vang, -lykke, -skov m.fl.) forekommer ned til Danevirke-linjen (inklusiv Svansen), frisiske navne (-um, -bøl) findes ved Vadehavet, tyske navne (-büttel, -fleth, -wurth, -wisch, -kamp, -horst, -dorf) findes i Holsten og Jernved, mens vendiske navne forekommer i Østholsten.
Dernæst behandles racespørgsmålet. Claus Eskildsen bruger tyske undersøgelser som grundlag for at skrive, at nordiske træk (blondt hår, blå eller grå øjne, langskallethed) er mest udbredte i Sønderjylland, alpine træk (brunt hår, brune øjne) fra Holsten og sydpå, hvor de blever mest udprægede i Østrig og Schweiz.
Personnavne viser samme billede: nordiske sen-navne dominerer i Sønderjylland, tyske navneformer i Holsten. Som en særlig pointe fremhæves (med en telefonbog for Hamborg som kilde), at "der lever i alle nordslesvigske Købstæder tilsammen ikke saa mange Borgere af tysk Nedstamning, som der alene i Hamborg findes Petersen‘er og Hansen‘er."
Dernæst kaster Claus Eskildsen sig ud i danske og tyske gårdtyper og deres fordeling. Den danske, flerlængede gård stilles over for Saksergården, og Claus Eskildsen konstaterer, at "Nord fra og ned til Linien Sli=Danevirke har vi den danske Gaard. Syd fra og op til Ejderen har vi Saksergaarden. Ingenmandslandet mellem Danevirke og Ejder er tydeligt præget af den største Stilblanding."
Efter gårdene følger andre træk: markled, vogne, fodtøj (danske træsko over for tyske klodser), madvaner, højtider, folkefester, folkedigtning, sagn og tro. Claus Eskildsen anfører, at danske købstæder har gadenavne efter retning (Nørre-, Sønder-, Øster- og Vestergade), hvor tyske byer har gadenavne efter hvortil, de fører.
Dernæst følger et afsnit om landsdelens politisk-administrative historie, hvor det påvises hvorledes den tidligere integrerede landsdel skridt for skridt løsrives fra forbindelsen med kongeriget. Så følger et opgør med udsagn om, at Danmark ikke skulle være et industrialiseret land med datidens fremmeste teknologi, et afsnit om sprogpolitikken og dens følger og endelig et afsnit om den da aktuelle grænsekamp, hvor den tyske indsats for at fremme tyskhedens sag understreges. Bogen afsluttes med et afsnit om Grænseforeningens virke.

#### Den sønderjydske Befolknings Slægtsforbindelser
I Den sønderjydske Befolknings Slægtsforbindelser undersøger Claus Eskildsen de sønderjyske slægtsforbindelser dels på administrativt niveau (sogne, købstæder), dels for udvalgte enkeltpersoners vedkommende.
Bogen indledes med et kort afsnit, der beskriver dels overordnede opfattelser af slægtsforbindelser, herunder "lægmandens" indtryk og erfaring. Han rejser spørgsmålet, om en statsgrænse fx afbryder slægtsforbindelser, hvilken indflydelse sproggrænser har, og om slægtsforbindelser automatisk har indflydelse på nationalt tilhørsforhold.
Efter dette gennemgås i korthed de ulige påstande om sønderjyske slægtsforhold. Eskildsen opstiller først 4. muligheder:
1. at blodsforbindelserne peger nordpå, mod Danmark
2. at blodsforbindelserne peger sydpå, mod Tyskland
3. at blodsforbindelserne peger i begge retninger
4. at blodsforbindelserne er regionale, det vil sige afskårede mod nord og syd.

Han refererer påstande om Sønderjylland som et blodsblandet område og som et tysk område, og han angiver disse påstande som årsagen til sit studium.
Til sine undersøgelser vælger han først 4 sogne nord for 1920-grænsen. Abild sogn ved Tønder, Øster Løgum sogn ved Aabenraa, Vilstrup sogn ved Haderslev samt Tandslet sogn på Als. Han konstaterer, at langt de fleste ægteskaber er lokale (over halvdelen) eller regionale, mens de sidste 10% fortrinsvis går nordpå og forbindelserne sydpå er praktisk talt fraværende. Som en slags modvægt hertil vælges Oversø sogn syd for grænsen, der viser sig at være meget regionalt (ca. 95% fra Sønderjylland, selv efter 1864); for tiden 1834-1893 finder han 1,2% danske mod 3,3% tyske. Eskildsen slutter heraf, at "Mellemslesvig har sprogligt og nationalt skilt sig fra Moderfolket og er ved en Statsgrænse afskaaret derfra. Resultatet er blevet folkelig Hjemløshed mellem to Folk; men Udviklingen peger mod en langsom Assimilering med det tyske Folk."
Desuden undersøger han slægtsforbindelserne i Tønder by på grundlag af borgerrettigheds-protokollen og konstaterer for 1750-1799, at "Ribe og København er vigtigere end Hamburg, Kiel og Lübeck" samt for 1800-1849, "at det er det dansktalende Nordslesvig, der danner Tønder Købstads Rekruteringsomraade. De 5 sydslesvigske Købstæder Husum, Tønning, Frederiksstad, Slesvig, Eckernførde stiller blot 13 Personer, de tre nordslesvigske Købstæder Haderslev, Aabenraa og Sønderborg derimod 22 og Flensborg 10".
Resultaterne sammenlignes med andres undersøgelser, som ifølge Eskildsen entydigt viser samme tendens: Sønderjyllands slægtsforbindelser var klart overvejende rettede nordpå.
Endelig gennemfører Eskildsen individuelle slægtsundersøgelser. Han vælger hertil sig selv og tre af sine seminarieelever samt "fire Mænd..., der efter det tyske Mindretals Tilslutning til det nationalsocialistiske Program har staaet som officielt proklamerede Førere (Landesführer)." Næppe overraskende bliver resultatet det samme, idet der blandt de tysksindede er henholdsvis en Tip-Tip-Tip-Oldefader fra Bremen og et "kartoffeltysker"-ægtepar fra Würtemberg, der som Tip-Tip-Oldeforældre i 1760-erne kunne berettige til "tysksindethed". Disse undtagelser bekræfter for Eskildsen reglerne.
Eskildsen sammenfatter sine resultater i statistiske oversigter, hvis formål er at vise regelmæssigheder i de fundne resultater.
1. 99% af den nordslesvigske Landbefolkning har sine ætmæssige Rødder paa dansk Folkeomraade.
2. Der er ikke engang 1% tysk Blod i den nordslesvigske Landbefolkning.
3. 97% af den mellemslesvigske Landbefolkning stammer fra dansk Omraade.
4. 3% stammer fra tysk Omraade.
5. Købstæderne har mere tysk blod: Tønder har 8,7%, Haderslev 10,5% og Aabenraa 6,4% rigstysk Blod, men det rigsdanske Islæt er i Tønder 14,2%, i Haderslev 21,6% og i Aabenraa 11,3% - altså fortsat mere dansk end tysk.[21]

## Forfatterskab
- Claus Eskildsen: Ole Bole ABC, København 1927.
- Claus Eskildsen: Østfront. Vestfront, København 1929.
- Claus Eskildsen: Dansk Grænselære, C.A. Reitzels Forlag, København 1936.
- Claus Eskildsen: Den sønderjydske Befolknings Slægtsforbindelser, C.A. Reitzels Forlag, København 1942.
- Claus Eskildsen: Tønder 1243-1943, Guldhorn, Tønder 1943.